# Elytraria minor
Elytraria minor är en akantusväxtart som beskrevs av O.B. Dokosi. Elytraria minor ingår i släktet Elytraria och familjen akantusväxter. Inga underarter finns listade i Catalogue of Life.